# Wenus z Tan-Tan

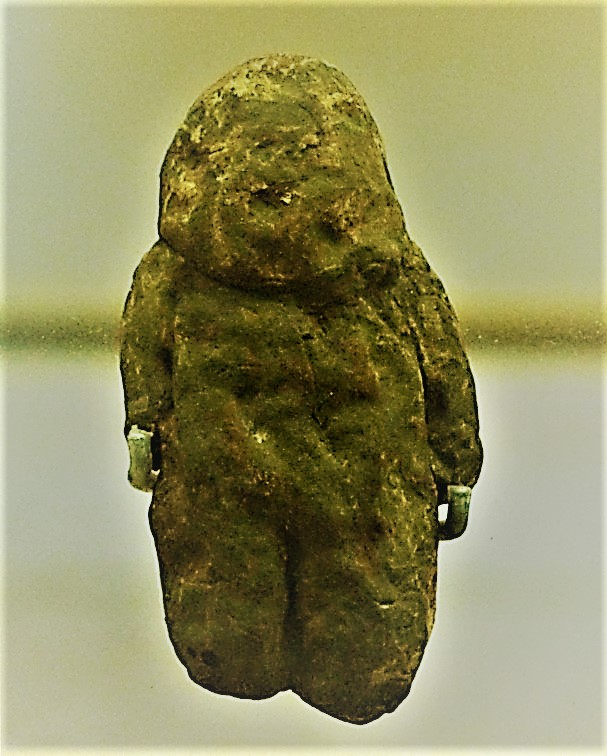
Wenus z Tan-Tan, wystawa w Muzeum Ewolucji Człowieka w Burgos (Hiszpania)

Wenus z Tan-Tan – figurka o ludzkich kształtach, Wenus paleolityczna, uznawana przez część naukowców za jeden z najstarszych zabytków wytworzonych przez człowieka.

## Opis

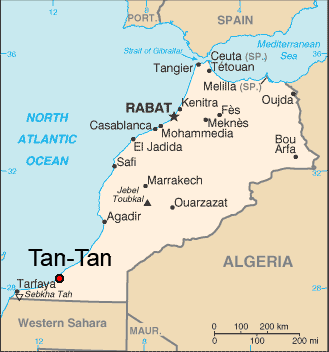
Stanowiska archeologiczne w pobliżu Tan-Tan.

Figurka została odnaleziona w 1999 roku w Maroku na północnym brzegu rzeki Draa w pobliżu miasta Tan-Tan przez niemieckiego archeologa Lutza Fiedlera. 
Jej powstanie jest datowane między 300 000 a 500 000 lat temu.  Mierzy 6 centymetrów długości, nie posiada głowy ani specyfikacji płciowej. Jest wykonana z kwarcytu, była pomalowana na czerwono ochrą, co mogłoby sugerować jej symboliczne znaczenie. Może być jednym z najwcześniejszych zastosowań pigmentacji jakie kiedykolwiek odkryto.
Razem z młodszą Wenus z Berechat Ram może być najwcześniejszym znanym przedstawieniem ludzkiego kształtu.

## Kontrowersje
Istnieją rozbieżności pomiędzy naukowcami odnośnie do pochodzenia figurki i jej zastosowania. Część badaczy uważa, że figurka jest naturalnym tworem powstałym na skutek erozji kamienia. Australijski naukowiec Robert Bednarik sądzi, że figurka mogła powstać przy częściowym udziale człowieka. Ten fragment kamienia mógł służyć jako narzędzie, a bruzdy i linie nadające mu kształt ludzki mogły powstać na skutek jego użytkowania i jednoczesnej erozji.